# Lasiospermum
Lasiospermum, rod trajnica od četiri priznate vrste iz porodice glavočika raširen uglavnom po jugu Afrike, jedna vrsta i na Sinaju,

## Vrste
1. Lasiospermum bipinnatum Druce
2. Lasiospermum brachyglossum DC.; Sinaj
3. Lasiospermum pedunculare Lag.
4. Lasiospermum poterioides Hutch.

## Vanjske poveznice
|  | Zajednički poslužitelj ima još gradiva o temi Lasiospermum |
|  | Wikivrste imaju podatke o taksonu Lasiospermum             |